# Libertarismo di sinistra

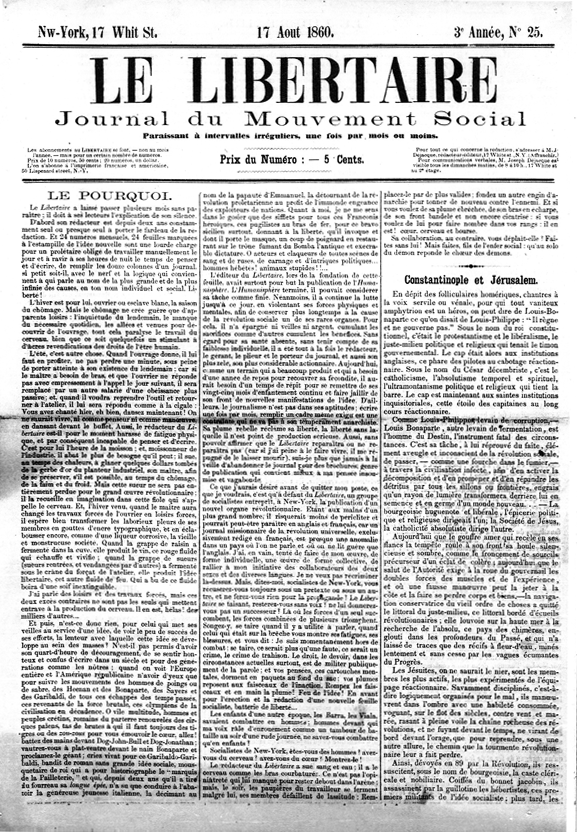
Le Libertaire (Il libertario), prima pagina del numero 25 (1860)

Il libertarismo di sinistra (dal francese libertaire), chiamato anche libertarismo egualitario, libertarismo sociale o sinistra libertaria, è un ideale e una filosofia politica, comprendente scuole di pensiero afferenti ad aree egualitariste di sinistra accomunate dal considerare la libertà come valore fondamentale, anteponendo la difesa della stessa ad ogni autorità o legge. Il libertarismo mira cioè ad una forte limitazione o ad una eliminazione del potere dello Stato e di tutti quegli enti che limitano o avversano la giustizia sociale e la libertà individuale e politica, questi ultimi due tra i punti cardine per i quali il libertarismo tende a una loro massimizzazione.
Per sineddoche, nel caso specifico, viene a volte utilizzato come sinonimo di anarchismo, essendo attualmente e fino a documentata prova contraria tutti gli anarchici libertari e non essendoci libertari non anarchici, ma costituendo in realtà un ideale più ampio, concretizzatosi a partire dalla seconda metà del XIX secolo nella tradizione di tutta la sinistra libertaria, anarchica in primo luogo, anche alla luce dei fatti di fine XIX secolo esposti a seguire.
In Francia, in seguito alle leggi approvate in emergenza l'11 e il 15 dicembre 1893 e il 28 luglio 1894 (Lois scélérates, ovvero, tra i provvedimenti, divieto di qualsiasi tipo di propaganda anarchica), che saranno abrogate nel 1992, libertario diventò tout court identificativo di anarchico. Per molti decenni i due termini vennero usati come sinonimi, praticamente intercambiabili, in Francia per le citate norme (Loi du 28 juillet 1894) e, ad esempio, durante la rivoluzione anarchica spagnola del 1936 (la Federazione anarchica iberica aveva la Federación Ibérica de Juventudes Libertarias, come suo movimento giovanile, federazione tuttora esistente), in Italia dai primi del XX secolo, con le diverse pubblicazioni come le milanesi di metà Novecento Il Comunista Libertario e Il Libertario, le organizzazioni del secondo dopoguerra (dal 1944 i Gruppi Libertari dell'Italia Liberata - Alleanza Gruppi Libertari si organizzarono per poi confluire nella FAI, federazione anarchica italiana, parte dell'internazionale anarchica), e innumerevoli altri esempi di utilizzo in tale sinonimia.
In senso meno esteso, libertario è un termine che viene utilizzato anche per definire una pletora di atteggiamenti riguardanti singole libere scelte verso aspetti meno universali e più limitati, più correttamente definibili liberi (quindi di volta in volta, singolarmente, su temi economici, morali, sessuali, culturali, eccetera).

## Storia e contesto culturale

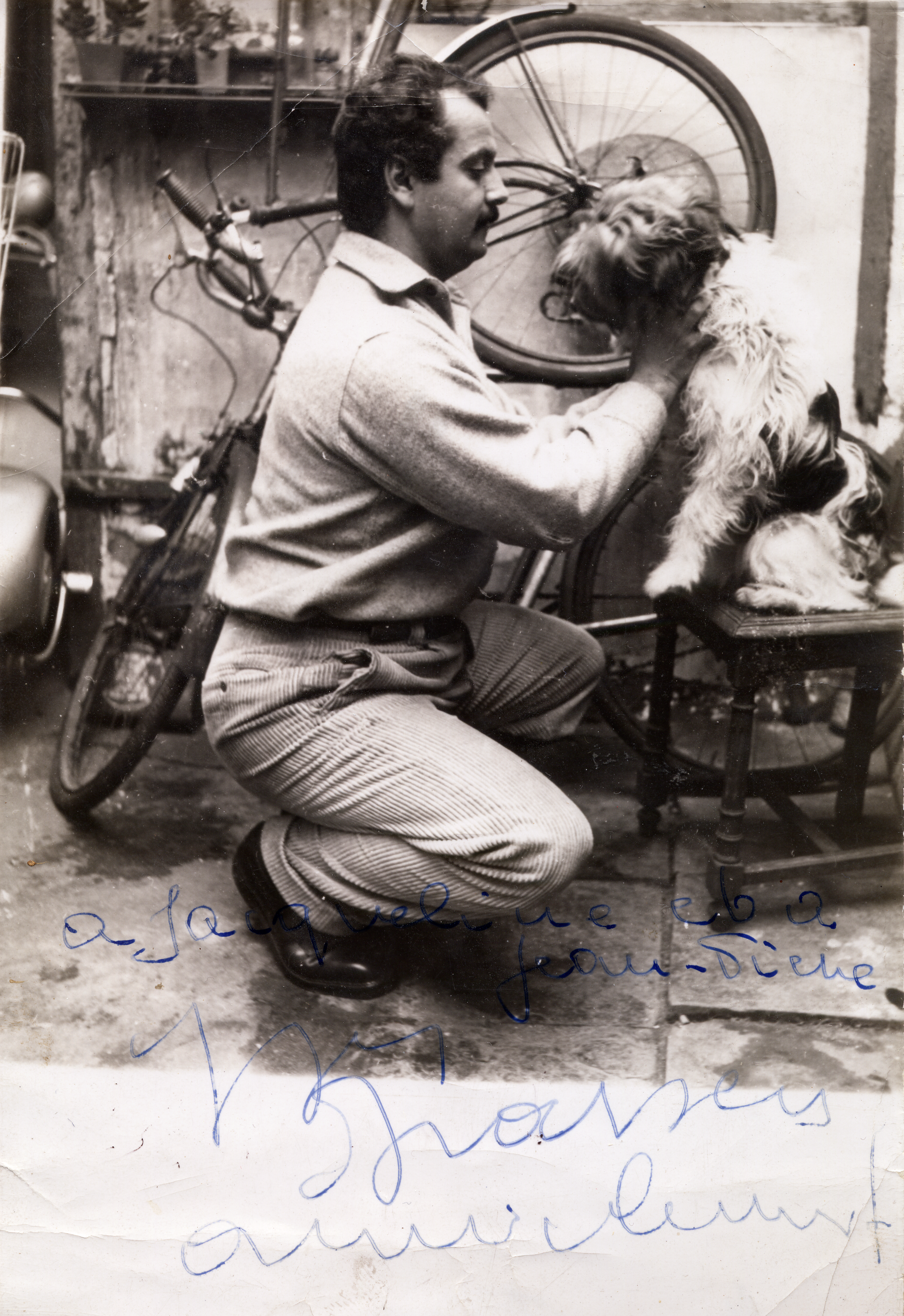
Georges Brassens

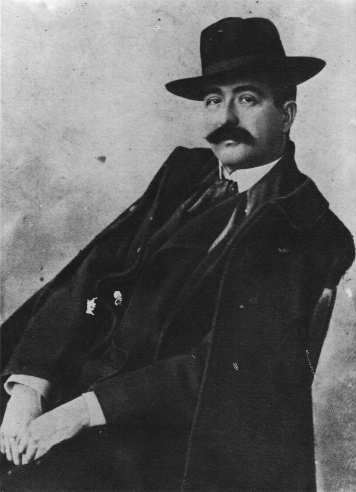
Pietro Gori

Il termine venne introdotto dallo scrittore e militante comunista anarchico Joseph Déjacque nel 1857 nel corso di alcune sue corrispondenze pubbliche per indicare una visione collaterale al socialismo di ispirazione anarchica, criticando alcuni aspetti ideologici di Proudhon riguardanti l'egualitarismo di genere (la sopracitata lettera aperta, verteva su aspetti sociali che in termini odierni definiremmo di pari opportunità). L'anno successivo il neologismo entrò nel titolo di una pubblicazione da lui stesso edita a New York. In Italia, un omonimo settimanale anarchico, Il Libertario, venne dato alle stampe nel 1903.
Il termine libertario è in diretta contrapposizione al termine liberale; è ed è stato storicamente, fin dalle sue origini ottocentesche, nell'uso politico, spesso un sinonimo di anarchismo.
(Pierre-Joseph Proudhon)
Le critiche mosse alla matrice primigenia della teoria anarchica, incarnata da Proudhon, quindi non vertevano infatti sui temi strettamente economici, ma l'assenza di una visione libertaria quindi egualitaria di genere porterà a trasferire sui temi di organizzazione del lavoro il dissidio. Nei congressi della Prima Internazionale nasceranno i dibattiti interni proprio sulle politiche di accesso al lavoro femminile, dissidi che sfoceranno nella scissione nel mutualismo da parte dei seguaci proudhoniani (i quali comunque distingueranno sempre tra Proprietà fondiaria o capitalista e nata dallo sfruttamento del lavoro altrui dalla proprietà creata dal lavoro definita Possesso). La proprietà personale, almeno in teoria non veniva messa in discussione neanche dalle fazioni stataliste di ispirazione socialista (che distinguevano tra proprietà individuale e proprietà dei mezzi di produzione, questi ultimi sì, da collettivizzare).
Fondamenti del libertarismo sono l'astensione dal voto in occasione di consultazioni politiche, e l'affermazione delle libertà civili ed individuali, in un'ottica anti-discriminatoria in senso esteso. Nell'esposizione della pratica libertaria, si prospetta l'abolizione dello Stato, della proprietà dei mezzi di produzione, dell'autorità religiosa e della famiglia istituzionale.
Il termine comunismo libertario, strettamente collegato, viene utilizzato in lingua italiana a partire dal congresso di Firenze del 1876 dell'AIL, sezione italiana, mentre socialismo libertario compare in lingua italiana per la prima volta nel 1897. Posizioni meno radicali sul sovvertimento dello Stato sono espresse da autori contemporanei quali Noam Chomsky, che nella sua attività politica si concentra principalmente su temi di economia politica, politica economica internazionale, principalmente statunitense e controllo della comunicazione di massa, in un'ottica altermondista.
Gli ideali egualitari e anti-autoritari al di là delle ricadute strettamente politiche, hanno lasciato un'impronta nella cultura: filosofia, musica, poesia, letteratura hanno attinto o hanno supportato le istanze libertarie. Dall'ottocentesco poeta e politico Pietro Gori e Georges Brassens, collaboratore del Libertaire nel 1946, fino ad Albert Camus, percorrendo tutto il novecento, con autori più o meno popolari, dal poeta Riccardo Mannerini, ispiratore di alcuni testi di Fabrizio De André a cantautori contemporanei, interessando aree come la pedagogia e la filosofia con personaggi come Ivan Illich, Marcello Bernardi, Herbert Marcuse, Noam Chomsky e molti altri ancora.

## Il movimento libertario in senso ampio
(Francesco Guccini - Canzone di notte n°2)
La premessa alla voce non chiarisce ovviamente tutte le sfumature occorse nel corso dell'evoluzione del concetto, e dall'utilizzo in senso politico, culturale e discorsivo del libertarismo inteso in senso estensivo. Nato per ampliare concetti di carattere sociale alla sfera tradizionalmente afferente al privato, il termine ha avuto un periodo di utilizzo sinonimico con anarchia, utilizzo diffusosi inizialmente per aggirare politiche persecutorie dei governi nei confronti degli anarchici, come documentato nell'introduzione alla voce. L'evoluzione del pensiero anarchico e della società ha successivamente, nei fatti, assorbito ideologicamente i concetti di libertarismo in tutte le sue manifestazioni. Come esempio, la revisione novecentesca di Camillo Berneri ha ulteriormente ammorbidito i temi di contrasto nel confronto positivo con i credenti, e contro il cosiddetto ateismo di propaganda. In senso contemporaneo, ogni manifestazione dell'anarchismo è intrinsecamente sottintesa libertaria. In Inghilterra il pensiero libertario sarà influenzato cronologicamente da Thomas Paine, William Godwin ed Herbert Spencer che saranno dei riferimenti per gli studiosi ed i sociologi del tempo moderno.

### Storia
Gli anarchici di tradizione socialista e collettivista usano il termine libertario per descrivere se stessi e le loro idee sin dal 1857. "Le Libertaire, Journal du Mouvement Sociale" fu pubblicato a New York dal 1858 al 1861 dal rivoluzionario anarcocomunista Joseph Déjacque, a seguito di alcune sue lettere pubbliche rivolte a Proudhon dove per la prima volta veniva introdotto il termine in stretta contrapposizione a liberale, configurato come coercitivo, almeno sul piano delle libertà dell'individuo.

#### Francia
La pubblicazione, tra alterne vicende, fu irregolare, e dopo il rientro in patria a seguito di un'amnistia di Dejacque e la sua morte avvenuta nel 1864, la pubblicazione fu rilanciata da Sébastien Faure e Louise Michel fino al 1899, anno in cui, con la trasformazione in quotidiano del periodico, continuò come allegato illustrato alla pubblicazione. Nel 1914, per le sue posizioni antimilitariste e antiinterventiste, la pubblicazione venne interrotta. Riprese, nel periodo tra le due guerre mondiali in veste di quotidiano, e si rifermò nuovamente nel 1939 allo scoppio del conflitto. Al termine della seconda guerra mondiale, già dal dicembre 1944 riprese la stampa, diventando settimanale dal 1946. In questo periodo collaborarono alla rivista Georges Brassens, Léo Ferré, André Breton, Armand Robin e Albert Camus. Per problemi legali derivanti al sostegno agli indipendentisti nella guerra d'Algeria e ricostituzione della federazione anarchica, il periodico, prima mensile e poi quotidiano riprende a essere pubblicato col titolo Le Monde libertaire dal 1954.
L'uso della definizione comunismo libertario, invece, è da datarsi al novembre del 1880, quando venne adottata da un congresso anarchico francese.
L'uso del termine "libertario" da parte degli anarchici divenne molto popolare dal 1890 in poi, dopo che si cominciò ad usarlo in Francia nel tentativo di ostacolare leggi antianarchiche e per evitare le associazioni negative della parola anarchia nell'accezione generale. Da allora, specialmente fuori dall'America, il termine è stato associato sempre con le idee ed i movimenti anarchici.
La connotazione data da Dejacque nella sua corrispondenza era un irruente apostrofo in un'accesa discussione in merito a conflitti in materia di genere. Nei successivi approfondimenti, usciti periodicamente su Le libertaire, prese corpo la visione utopistica in cui il libertarismo si sarebbe collocato. La riedizione su Umanosphere del 1889 elimina molti passaggi sulla realizzazione del libertarismo, le cui esposizione colorita e sanguigna avrebbe attirato l'attenzione degli organi di polizia, molto attivi nel reprimere i rivoluzionari, libertari, socialisti o blanquisti, dopo i fatti relativi alla Comune di Parigi del 1871.
La campagna per l'abolizione definitiva di stato, proprietà, religione, famiglia sarebbe stata portata avanti con qualunque mezzo, in pratica con azioni cospirative affini a quelle della carboneria italiana, ma attuata da piccoli gruppi di attivisti, con pratiche che oggi potremmo definire di guerriglia. La prospettiva era comunque considerata a lunghissimo termine; un millennio circa per la società Umanospherique, sorta di falansterio non gerarchico (cyclideon), che probabilmente avrebbe ispirato le successive opere letterarie di H. G. Wells.

#### Italia
In Italia il movimento libertario ha prodromi nel 1857, anteriori al successivo arrivo di Bakunin nel paese, nel 1864. Il localismo del movimento si instaura nell'ambito dei moti risorgimentali, dove Carlo Pisacane anticipa l'avventura garibaldina tentando con insuccesso una sollevazione popolare poi soffocata nel sangue dall'esercito borbonico. Solo con la pubblicazione postuma dei Saggi, avvenuta in Francia, le sue idee libertarie si diffusero e furono rese note. Si conobbero le dispute con Mazzini e l'adesione alle idee proudhoniane, nonché le letture e meditazioni su Fourier. L'approccio sociale verrà considerato affine alla visione iniziale di Bakunin (periodo slavo).
Pisacane rivendicava, nei suoi scritti, che fosse garantito ad ogni individuo il corrispettivo del suo lavoro ma ogni altro possesso venisse "dalle leggi fulminato come il furto". Queste affermazioni lo portarono oltre l'ottica di Proudhon, in una visione collettivista in cui i mezzi di produzione migrano a proprietà comune; terre fabbriche e loro prodotti condivisi e divisi equamente tra tutta la popolazione. Il suo libertarismo si estese alle forme di governo, escludendo che la società potesse esser governata da chichessia, e che essa "costituita nei suoi reali e necessari rapporti esclude ogni forma di governo".
Pisacane non ebbe seguiti movimentisti diretti, ma la fratellanza fiorentina e la successiva fratellanza internazionale, frequentate pochi anni dopo la loro fondazione, da Bakunin furono strutture politiche ad indirizzo libertario composte, in gran parte, da compagni del Pisacane.
Nel 1868 si costituirono i nuclei iniziali dell'Associazione Internazionale dei Lavoratori, inviando Saverio Friscia come delegato italiano a Bruxelles. Esponenti libertari di spicco del periodo furono Carlo Cafiero, Errico Malatesta, Pietro Gori, Luigi Fabbri.
I contrasti interni tra Karl Marx e Bakunin strettamente legati ai concetti libertari nell'organizzazione dei lavoratori portarono nel 1872 alla scissione tra ala libertaria e ala marxista, quest'ultima maggioritaria, in contrasto ai rapporti di forza del precedente congresso di basilea del 1869, dove Il 63% dei delegati si trovano sulle cosiddette testi collettiviste "anti-autoritarie".
In Italia al contrario l'ala libertaria assunse posizione dominante, e molti dei moti insurrezionali dell'ultimo quarto di secolo (Bologna 1874, Puglia e Campania 1877) furono ispirati da tali principi. Il fallimento di molte di queste iniziative e la conseguente repressione condusse molti di loro all'esilio, ottenendo asilo politico principalmente in Svizzera ed in America Latina.
Nell'insurrezione a Bologna del 1874, Andrea Costa venne arrestato subito (si convertirà in seguito alla causa del socialismo parlamentare, e contribuirà alla fondazione dell'Avanti!), e Malatesta in seguito a Pesaro mentre si avviava in Svizzera.
Entro 1876 tutti gli organizzatori si ritrovarono comunque liberi, per diffuse simpatia delle giurie, in sfida esplicita al re Vittorio Emanuele. Il contesto alimentò la rinascita della stampa libertaria, (il nuovo risveglio Livorno e Il martello a Fabriano). La svolta italiana, a livello ideologico si compì nell'allontanamento dal collettivismo di Bakunin e la svolta verso il comunismo libertario (da ognuno secondo le proprie capacità, a ognuno secondo i propri bisogni, nella misura consentita dalle disponibilità).
Degna di rilievo la rivolta di San Lupo, 1877, presso Benevento e nel Matese, dove a Letino in una situazione oggi definibile trasversale, i libertari ricevettero la benedizione del parroco Don Fortini che definendo i malatestiani "veri apostoli mandati da Dio" stabilì uno storico precedente. Gli insorti, principalmente contadini, ricevettero allo stesso modo la solidarietà dei parroci dei villaggi vicini, come padre Tamburini a Gallo, prima di venir circondati e catturati da forze regolari di cavalleria, fanteria e bersaglieri. Giurie localmente ostili alla casa Savoia impedirono condanne in massa, ma le rivolte popolari ebbero fino a fine secolo una battuta d'arresto. Una serie di azioni repressive dello stato e una serie successiva di azioni violente e di attentati individuali attribuite globalmente agli anarchici, ma di varia estrazione, (basti pensare all'attentato di Giovanni Passannante contro il re Umberto I) contribuì ulteriormente ad estinguere il movimento libertario come fenomeno diffuso per il successivo decennio.
I principali esponenti italiani, in esilio, condussero intensa attività di propaganda, editoriale e di sperimentazione sociale (notevole fu in questo contesto la colonia Cecilia in Brasile alla fine degli anni ottanta) dall'estero, principalmente in Europa, Nord e Sud America.
L'ultimo decennio del secolo vide in sequenza, tumulti nel 1890 per disordini spontanei che portarono in seguito alla scissione di Genova tra socialisti e libertari; l'uscita definitiva dal movimento libertario della Seconda Internazionale nel 1896, a Londra; una serie di tumulti e sommosse nel 1898 in sud Italia, estesisi poi a Milano e Firenze, con conseguenti scontri e repressioni di piazza. Tali proteste e la feroce repressione dello Stato, nota principalmente per le azioni sulla folla delle unità al comando del generale Bava Beccaris nell'ambito dei moti di Milano, ebbero per epilogo l'uccisione di Umberto I da parte di Gaetano Bresci nel 1900.

#### Stati Uniti d'America
Il termine venne, come dettagliato nell'introduzione, introdotto da Joseph Déjacque a New Orleans nel maggio 1857 nel corso di alcune corrispondenze pubbliche e l'anno successivo nel giornale da lui edito a New York. Venne utilizzato, sempre in ambito anarchico, nella prima e seconda metà del millenovecento, dove Clara Solomon figlia di Samuel Freedman, seguace di Peter Kropotkin e Rudolf Rocker prima a Londra e poi nella Jewish Anarchist Federation a New York, insieme al marito Sidney furono membri dell'organizzazione libertaria Vanguard Group, dove Clara svolgeva lavori organizzativi e Sidney scriveva per il giornale del gruppo sotto lo pseudonimo di "S. Morrison.". Nel 1941, come Clara Fredricks and S. Morrison, editarono un periodico chiamato Libertarian Views, noto per le critiche al pacifismo "tout court" ed in appoggio ad azioni armate contro il nazifascismo.
Esempi successivi li ritroviamo sempre negli USA, dove nel luglio 1954, su princìpi anarcosindacalisti, viene fondata la "Lega Libertaria", attiva fino al 1965.

## Il libertarismo inteso in senso ristretto e le scuole di pensiero
In campo strettamente economico, a differenza del liberismo di destra e del libertarianismo, i teorici accomunati da principi libertari credono che né sostenere né mischiare il lavoro con le risorse naturali possa essere sufficiente a generare pieni diritti di proprietà privata, affermando che tali risorse dovrebbero essere condivise in una maniera egualitaria da tutti quanti, sia "selvatiche" che possedute collettivamente. I libertari in questo senso ristretto, che sostengono la proprietà privata, lo fanno a condizione che la ricompensa sia offerta alla comunità locale. Il libertarismo, quello inerente agli aspetti economici, mira cioè comunque ad una forte limitazione o ad una eliminazione del potere dello Stato in questi ambiti.
In senso ristretto possiamo quindi individuare alla fine del XVIII secolo alcuni filosofi come Thomas Paine, uno dei Padri Fondatori degli Stati Uniti d'America; Thomas Spence, teorico della proprietà collettiva; Herbert Spencer con i suoi primi scritti politici e Henry George, fondatore del georgismo, come precursori di un movimento filosofico politico tendenzialmente egualitario sulla proprietà delle risorse. Rispetto ai libertariani classici e quelli di destra, i libertari economici differiscono con la tradizione riguardo all'appropriazione originale dei beni (cioè il principio che definisce le condizioni in cui la titolarità della proprietà viene per la prima volta attribuita a qualcuno), dal momento che sostengono il diritto universale di ogni persona a possedere una parte uguale di risorse naturali. Questo principio di giustizia consente ad alcuni libertari di giustificare la distribuzione di un reddito di base incondizionato per tutti, come compensazione per l'irregolare appropriazione privata delle risorse naturali. Non collettivizzazione delle risorse o dei mezzi di produzione, ma redistribuzione dei benefici derivanti dal loro utilizzo. Intendendo quindi il libertarismo in questo senso, possiamo individuare alcune scuole di pensiero correlate e a tratti sovrapposte tra di loro:
- Socialismo libertario: riferito ad una branca del movimento socialista[31].
- Geolibertarismo: una sintesi derivata dal georgismo.
- Scuola di Steiner-Vallentyne, i cui fautori si ispirano al liberalismo classico e alle premesse del mercato liberale[32].

### Scuole di pensiero

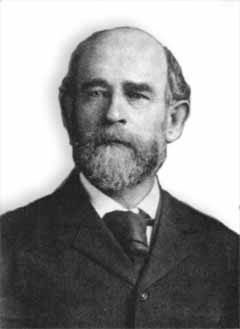
Henry George, fondatore del georgismo

#### Georgismo
Il georgismo, fondato da Henry George durante l'Ottocento, più interessato alla filosofia economica, afferma la proprietà comune di ciò che proviene dalla terra e dalla natura (la rendita) per ogni essere umano, sebbene coloro che producono un bene abbiano automaticamente diritto a possederlo privatamente.
George inoltre si batteva per l'imposta sul valore fondiario, dal momento che questa può generare da sola abbastanza reddito da ridurre o eliminare le altre tasse, oppure aumentare il reddito di base di ogni cittadino. Tra l'altro l'imposta in questione diminuisce il pericolo di disuguaglianza economica, in quanto verrebbe pagata principalmente dai ricchi. A cavallo del Novecento le idee di George ispirarono numerosi istituti d'economia, partiti politici e comunità a costituirsi basandosi su di esse.
Il geolibertarismo, che deriva dal georgismo, è una filosofia abbastanza recente e si propone più che altro di conciliare i principi libertariani classici con le teorie economiche di George, lasciandole invariate.

#### Scuola di Steiner-Vallentyne

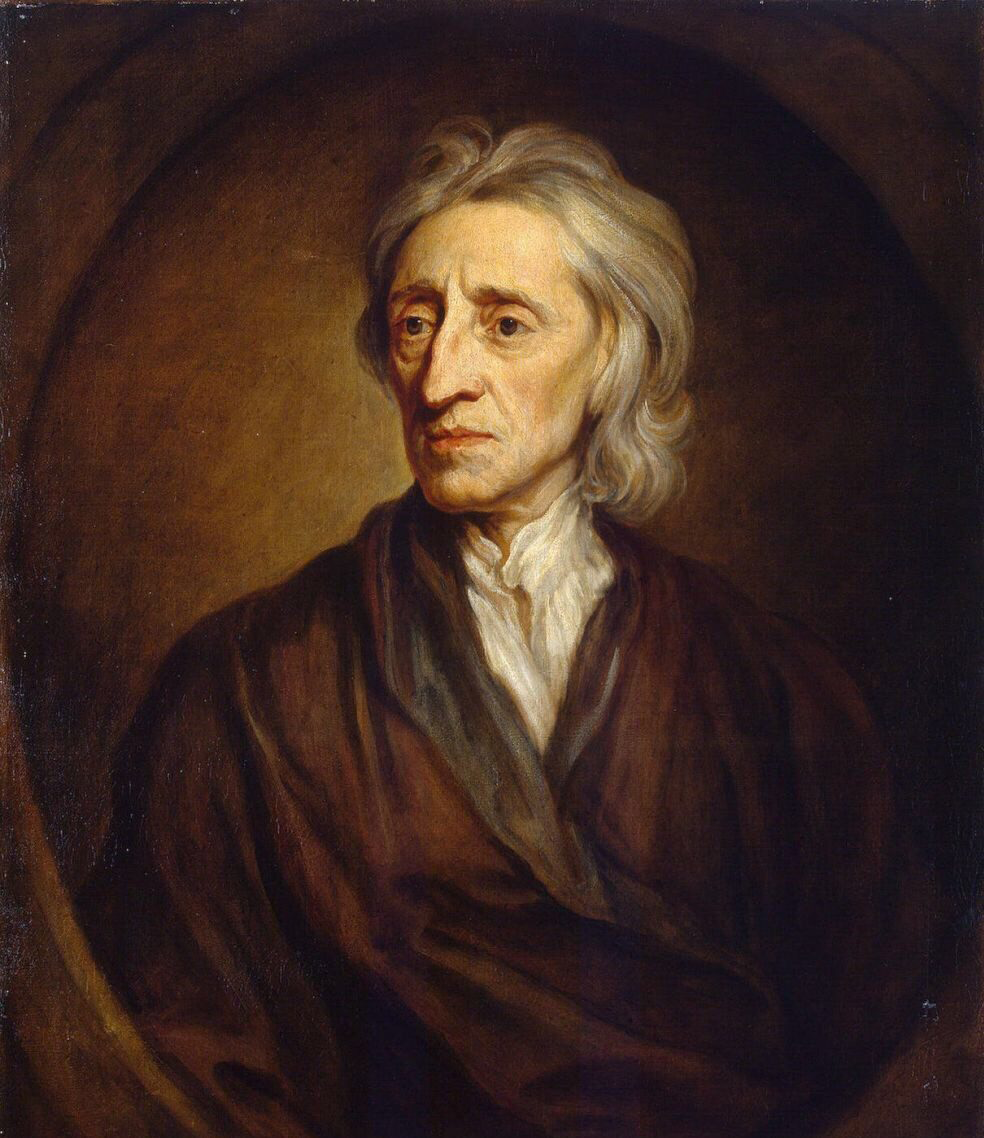
John Locke, padre del liberalismo

Studiosi libertari contemporanei come Hillel Steiner, Peter Vallentyne, Philippe Van Parijs, Michael Otsuka e David Ellerman tracciano l'egalitarismo economico nel concetto liberale di autonomia dell'individuo e appropriazione della terra, fuso con georgismo e fisiocrazia riguardo alla proprietà terriera e alle risorse naturali, assumendo come punti di vista quelli di Locke e George.
L'appropriazione di beni è legittima solo se tutti possiedono la stessa quantità o se la proprietà privata viene tassata per compensare le necessità di coloro che sono esclusi dalle risorse.
La scuola di Steiner–Vallentyne pone l'accento anche sulla sua interpretazione dell'originale appropriazione dei beni teorizzata dal professor Robert Nozick. Essa concepisce la "selvaticità" della terra come bene comune e offerto a tutti coloro che abitano in una delimitata zona. Siccome (secondo loro) non c'è nessuna distribuzione predeterminata del terreno, non ci sono ragioni per cui si dovrebbe pensare che alcuni individui debbano possedere più degli altri, arrivando quindi a considerare le risorse una proprietà collettiva. Tuttavia la scuola di Steiner–Vallentyne rinnega la possibilità che il lavoro "mischiato" possa determinare cambiamenti decisionali sulla proprietà dei beni. Il vero problema in questa scuola di pensiero è causato dalla discordanza di idee tra i suoi stessi membri, dal momento che ognuno di loro predilige modi diversi di utilizzare la proprietà: alcuni fanno affidamento sulla richiesta e il consenso da parte della comunità, altri invece preferirebbero appropriarsi della terra in cambio di una rendita, oppure pagare le tasse sui profitti ricavati dalle risorse appropriate, o infine consentire il comune utilizzo/consumo dei prodotti in questione.

#### Socialismo libertario
Il socialismo libertario ha come obiettivo la creazione di una società priva di burocrazia, non gerarchica, in cui non c'è proprietà privata sui mezzi di produzione. 

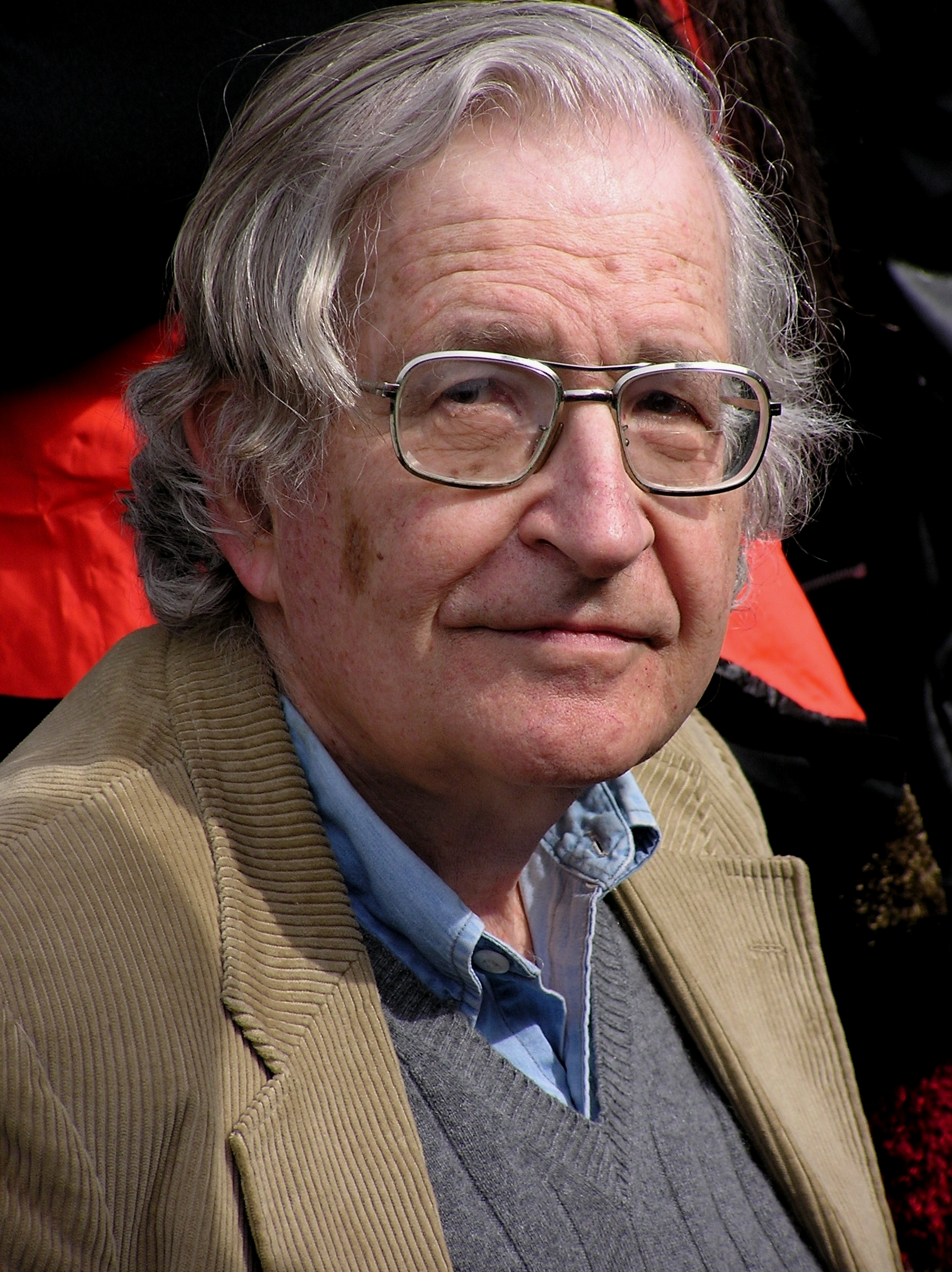
Noam Chomsky, celebre socialista libertario

Coloro che ne fanno parte credono di poter convertire tali mezzi in beni pubblici, conservando però il rispetto della proprietà personale. Essi promuovono l'associazione libera degli individui invece che un governo, e si oppongono alle relazioni sociali implicite del capitalismo come il lavoro subordinato.
Secondo loro si può raggiungere l'uguaglianza e la libertà tra i membri della società solo abolendo le autorità costituite che controllano i mezzi di produzione e si aggregano in una élite per il controllo delle classi inferiori. Questa scuola trova il suo senso nella democrazia diretta e in mezzi esterni come il municipalismo libertario, le assemblee cittadine, le riunioni dei lavoratori e i sindacati.
Tra le filosofie politiche che presentano vari tratti del socialismo libertario si possono identificare alcune correnti anarchiche (anarco-comunismo, anarco-collettivismo, anarco-sindacalismo e mutualismo) e ideologie di ispirazione marxiste libertarie come luxemburgismo e consiliarismo, infine certe categorie di socialismo utopistico, mentre l'anarco-individualismo costituisce un'area molto variegata (individualista) e a parte, spesso non assimilabile alla tradizione politica socialista.

#### Anarchismo di mercato di sinistra
I Radicali Italiani, un partito di ispirazione socioliberale, elenca fra le sue ispirazioni, oltre all'antiproibizionismo e al socialismo liberale, anche una tipologia di libertarismo, un anarchismo di mercato di sinistra ma con venature di anarcocapitalismo, seppur distante da Rothbard. Tuttavia, nel Partito Radicale questa ideologia è molto sfumata, fino ad essere assorbita dalle idee più in voga, mentre venne posta in rilievo nell'effimero gruppo dei Riformatori Liberali, scissione dei radicali.

### Idee e concetti di base
- Anarchismo
- Anarchismo cristiano
- Anarco-comunismo
- Anarco femminismo
- Anarco-pacifismo
- Anarchia
- Anarchici
- Anarchismo verde
- Anarcho punk
- Antiproibizionismo
- Anarco-sindacalismo
- Anticapitalismo
- Cypherpunk
- Comunalismo
- Contratto sociale
- Ecologia sociale
- Fallimento del mercato
- Imposta sul valore fondiario
- Liberismo
- Municipalismo libertario
- Mutualismo (economia)
- Possibilismo libertario
- Radicalismo

### Movimenti politici libertari
- Federazione Anarchica Italiana
- Federazione dei Comunisti Anarchici
- Socialismo libertario
- Unione Sindacale Italiana

### Autori libertari di tradizionesocialista
- Camillo Berneri
- Carlo Cafiero
- Joseph Déjacque
- Sébastien Faure
- James Giullaume
- Emma Goldman
- William Godwin
- Pëtr Alekseevič Kropotkin
- Michail Bakunin
- Errico Malatesta
- Francesco Saverio Merlino
- Noam Chomsky
- Murray Bookchin
- Hakim Bey